# Protolampra lapponica
Protolampra lapponica là một loài bướm đêm trong họ Noctuidae.